# Teatro comunale Giovanni Paisiello
Il Teatro Paisiello è un importante teatro di Lecce. Ospita sia il genere lirico che quello drammatico e spettacoli ed eventi di vario genere. È denominato "teatro bomboniera" per le piccole dimensioni e per lo stile.
Il teatro sorge dove in precedenza era il Teatro Nuovo, costruito nel 1758 da Giovanni Battista Pinto sotto commissione del musicofilo Antonio Bernardini e del Barone di Vanze Gaetano Mancarella, che nel 1867 divenne proprietà della città. Il Comune decise quindi di rinnovarlo completamente.
Il Teatro Paisiello fu infatti ricostruito per motivi patriottico-risorgimentali. La sua costruzione fu affidata all'architetto Oronzo Bernardini che utilizzò lo stile neoclassico allora in voga. Aprì le sue porte al pubblico nel 1870 proprio in concomitanza con gli importanti avvenimenti che porteranno all'Unità d'Italia (Presa di Roma, detta "Breccia di Porta Pia"). Fu poi intitolato a Giovanni Paisiello, il celebre compositore tarantino, uno dei maggiori rappresentanti del teatro operistico italiano del ’700.
Il teatro rivestì una notevole importanza culturale per decenni fino a quando fu colpito dal degrado e non fu più considerato utile o agibile nel 1965.
Dopo tentativi di recupero e fasi alterne, alla fine degli anni '90 del XX secolo fu ripristinato definitivamente agli antichi fasti.
La semplice facciata nasconde una cavea a quattro piani riccamente decorata. La sala a ferro di cavallo garantisce un'acustica eccellente. Il teatro è impreziosito internamente ed esternamente da decorazioni artistiche e contiene opere e reperti collegati alla storia di importanti personaggi leccesi del mondo della musica. Attualmente ricopre un ruolo di primo piano nella scena culturale salentina e pugliese.